# 圣吉耶姆勒代塞尔
圣吉耶姆勒代塞尔（法語：Saint-Guilhem-le-Désert，法語發音：[sɛ̃ ɡijɛm lə dezɛʁ] 或 [sɛ̃ ɡilɛm lə dezɛʁ]）是法国埃罗省的一个市镇，属于洛代沃区。

## 地理
圣吉耶姆勒代塞尔（43°44'2"N, 3°32'59"E）面积38.64 平方千米，位于法国奧克西塔尼大區埃罗省，该省份为法国南部沿海省份，南濒地中海，西南接奥德省，西北接塔恩省和阿韦龙省，东北与加尔省接壤。
与圣吉耶姆勒代塞尔接壤的市镇（或旧市镇、城区）包括：阿尼亚讷、科斯德拉塞勒、蒙佩鲁、佩盖罗勒德比埃日、皮埃沙邦、圣让德福斯、圣莫里斯纳瓦塞勒、拉瓦克里和圣马丹德卡斯特里。
圣吉耶姆勒代塞尔的时区为UTC+01:00、UTC+02:00（夏令时）。

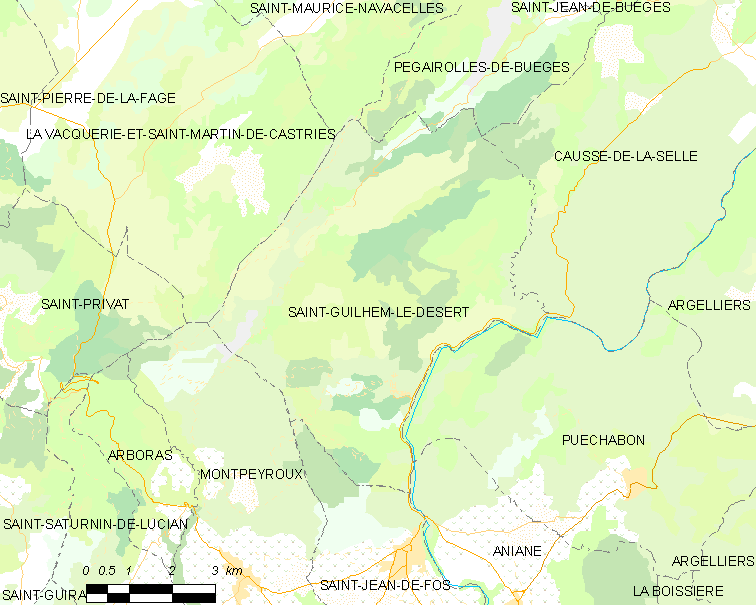
圣吉耶姆勒代塞尔的OSM定位图

## 行政
圣吉耶姆勒代塞尔的邮政编码为34150，INSEE市镇编码为34261。

## 政治
圣吉耶姆勒代塞尔所属的省级选区为日尼亚克县。

## 人口

1962-2008年间圣吉耶姆勒代塞尔人口变化图示

圣吉耶姆勒代塞尔于2022年1月1日时的人口数量为243人。